# Claude Dario Conter

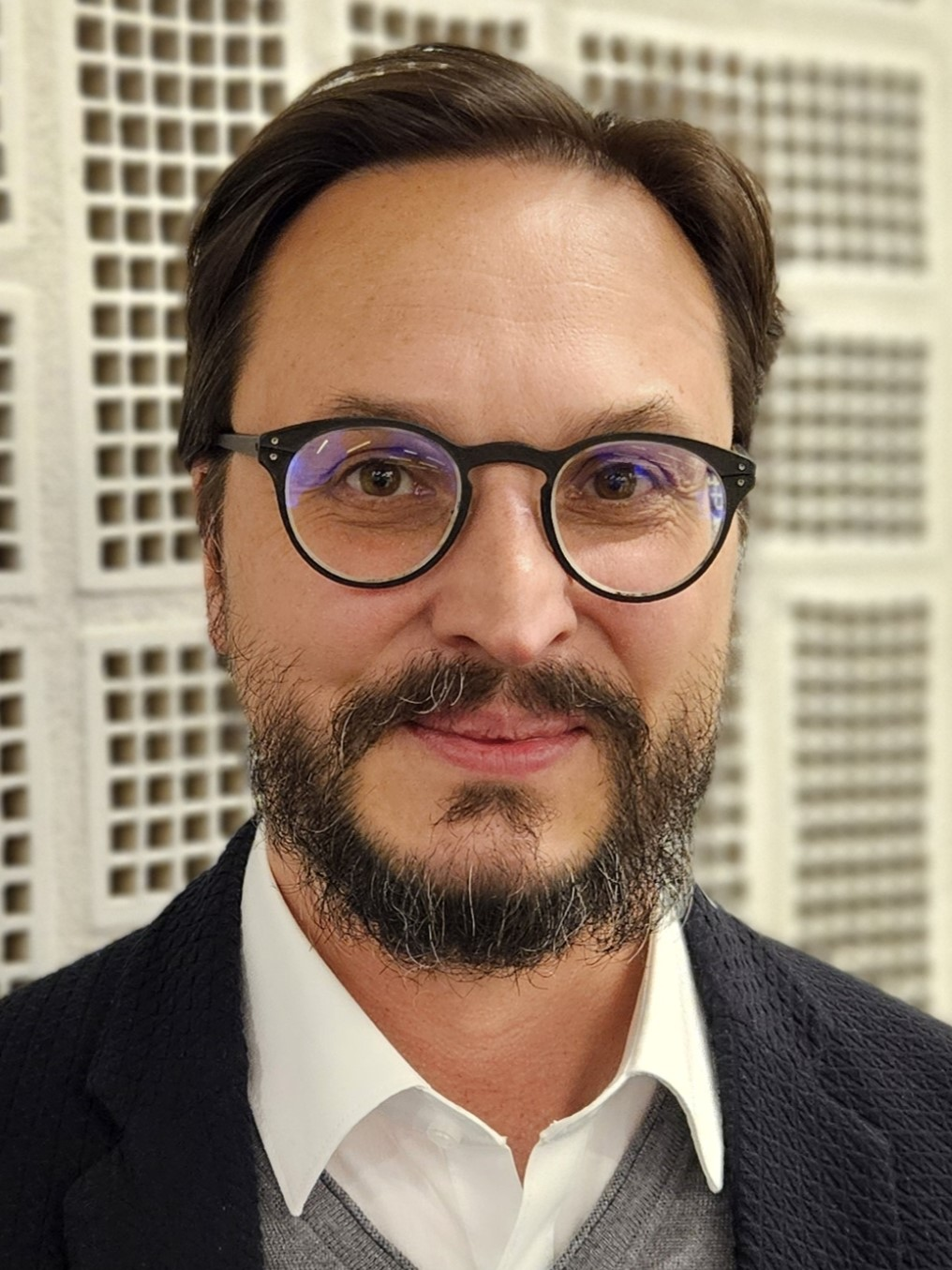
Claude D. Conter, September 2024

Claude Dario Conter (* 31. März 1974 in der Stadt Luxemburg, Großherzogtum Luxemburg) ist ein luxemburgischer Germanist und Literaturwissenschaftler.

## Leben
Conter legte 1993 am Lycée Michel-Rodange in Luxemburg sein Abitur ab. Anschließend studierte er Germanistik und Kommunikationswissenschaften an der Otto-Friedrich-Universität Bamberg und an der Technischen Universität Berlin. Seine Magisterarbeit aus dem Jahr 1998 behandelt den Schriftsteller Bruno Apitz, den Autor von Nackt unter Wölfen. In den Jahren von 1999 bis 2001 war er Mitarbeiter von Wulf Segebrecht, dem Herausgeber der Zeitschrift Fußnoten zur Literatur. 2003 war er Gastdozent an der Universität Gent.
Conter wurde im Jahr 2003 mit einer Arbeit zum Thema Europa-Inszenierungen im 19.Jahrhundert. Europabilder und -Ideen zwischen Wiener Kongress und Reichsgründung im Fach Neuere deutsche Literaturwissenschaft promoviert.
Conter ist neben Germaine Goetzinger Hauptautor des Luxemburger Autorenlexikons, welches 2007 in deutscher und 2010 in französischer Sprache erschienen ist. Seit Mai 2012 war er Direktor des Centre national de littérature in Mersch.
Conter wurde im Mai 2020 zum Direktor der Luxemburger Nationalbibliothek ernannt, nachdem Joanne Goebbels ihre Kandidatur zurückgezogen hatte.

## Veröffentlichungen
- Literatur und Holocaust. Hrsg. mit Beitr. von Frédérique Bolle. Universität Bamberg 1996. (= Fußnoten zur Literatur, Nr. 38).
- Bruno Apitz. Eine Werkgeschichte, Magisterarbeit, Universität Bamberg 1997.
- Jenseits der Nation – das vergessene Europa des 19. Jahrhunderts. Inszenierungen und Visionen Europas in Literatur, Geschichte und Europa. Aisthesis, Bielefeld 2004, ISBN 3-89528-428-9.
- mit Johannes Birgfeld (Hrsg.): August Wilhelm Iffland, Der Komet: Eine Posse in einem Aufzug, Wehrhahn Verlag, Laatzen 2006, ISBN 3-932324-40-4.
- mit Germaine Goetzinger und anderen: Luxemburger Autorenlexikon. Centre national de littérature, Mersch 2007, ISBN 978-2-919903-06-1.
- mit Germaine Goetzinger (Mithersg.): Identitäts(de)konstruktionen. Neue Studien zur Luxemburgistik, Éditions Phi, Mersch 2008.
- als Herausgeber mit Oliver Jahraus: Sex – Tod – Genie. Beiträge zum Werk von Helmut Krausser. Wallstein-Verlag, Göttingen 2009, ISBN 978-3-8353-0532-8.
- als Herausgeber mit Johannes Birgfeld: Christian Kracht: Leben und Werk, Kiepenheuer & Witsch Verlag, Köln 2009, ISBN 978-3-462-04138-5.
- mit Germaine Goetzinger und anderen: Dictionnaire des auteurs luxembourgeois. Centre national de littérature, Mersch 2010, ISBN 978-2-919903-20-7.
- als Hrsg.: Justitiabilität und Rechtmäßigkeit: Verrechtlichungsprozesse von Literatur und Film in der Moderne. Rodopi, Amsterdam/New York City 2010, ISBN 978-90-420-2837-1.
- als Herausgeber mit Johannes Birgfeld: Five Years, Briefwechsel 2004-2009,[2] Korrespondenz zwischen David Woodard und Christian Kracht; Wehrhahn Verlag, Laatzen 2011, ISBN 978-3-86525-235-7.
- mit Sandra Schmid, Pascal Seil (Hrsg.): Satirische Literatur in Luxemburg: vum Eilespill an anere Kregéiler. Ausstellung und Katalog. Centre national de littérature, Mersch 2012, ISBN 978-2-919903-27-6.